# Ditiro Nzamani
Ditiro Nzamani (* 29. Januar 2000) ist ein botswanischer Sprinter, der sich auf den 400-Meter-Lauf spezialisiert hat.

## Sportliche Laufbahn
Erste Erfahrungen bei internationalen Meisterschaften sammelte Ditiro Nzamani bei den Afrikaspielen 2019 in Rabat, bei denen er in 46,15 s über 400 Meter den siebten Platz belegte und mit der botswanischen 4-mal-400-Meter-Staffel in 3:02,55 min die Goldmedaille gewann. Er qualifizierte sich auch für die Weltmeisterschaften in Doha, bei denen er mit 46,19 s im Vorlauf ausschied und er mit der Staffel im Vorlauf disqualifiziert wurde. Bei den World Athletics Relays 2021 im polnischen Chorzów wurde er in 3:04,77 min Dritter mit der 4-mal-400-Meter-Staffel hinter den Niederlanden und Japan.

## Persönliche Bestzeiten
- 400 Meter: 45,07 s, 20. Juli 2019 in Yaoundé